# Wilmore (Kentucky)
Wilmore es una ciudad ubicada en el condado de Jessamine en el estado estadounidense de Kentucky. En el Censo de 2010 tenía una población de 3686 habitantes y una densidad poblacional de 1.538,56 personas por km².

## Geografía
Wilmore se encuentra ubicada en las coordenadas 37°51′43″N 84°39′40″O / 37.86194, -84.66111. Según la Oficina del Censo de los Estados Unidos, Wilmore tiene una superficie total de 2.4 km², de la cual 2.38 km² corresponden a tierra firme y (0.54%) 0.01 km² es agua.

## Demografía
Según el censo de 2010, había 3686 personas residiendo en Wilmore. La densidad de población era de 1.538,56 hab./km². De los 3686 habitantes, Wilmore estaba compuesto por el 90.99% blancos, el 2.25% eran afroamericanos, el 0.16% eran amerindios, el 4.77% eran asiáticos, el 0% eran isleños del Pacífico, el 0.35% eran de otras razas y el 1.47% pertenecían a dos o más razas. Del total de la población el 1.71% eran hispanos o latinos de cualquier raza.